# 159 (liczba)
159 (sto pięćdziesiąt dziewięć) – liczba naturalna następująca po 158 i poprzedzająca 160.

## W matematyce
- 159 jest liczbą szczęśliwą[1]
- 159 jest sumą trzech kolejnych liczb pierwszych (47 + 53 + 59)
- 159 należy do pięciu trójek pitagorejskich (84, 135, 159), (159, 212, 265), (159, 1400, 1409), (159, 4212, 4215), (159, 12640, 12641).

## W nauce
- liczba atomowa unpentennium (niezsyntetyzowany pierwiastek chemiczny)
- galaktyka NGC 159
- planetoida (159) Aemilia
- kometa krótkookresowa 159P/LONEOS

## W kalendarzu
159. dniem w roku jest 8 czerwca (w latach przestępnych jest to 7 czerwca). Zobacz też co wydarzyło się w roku 159, oraz w roku 159 p.n.e.